# Nubiska öknen

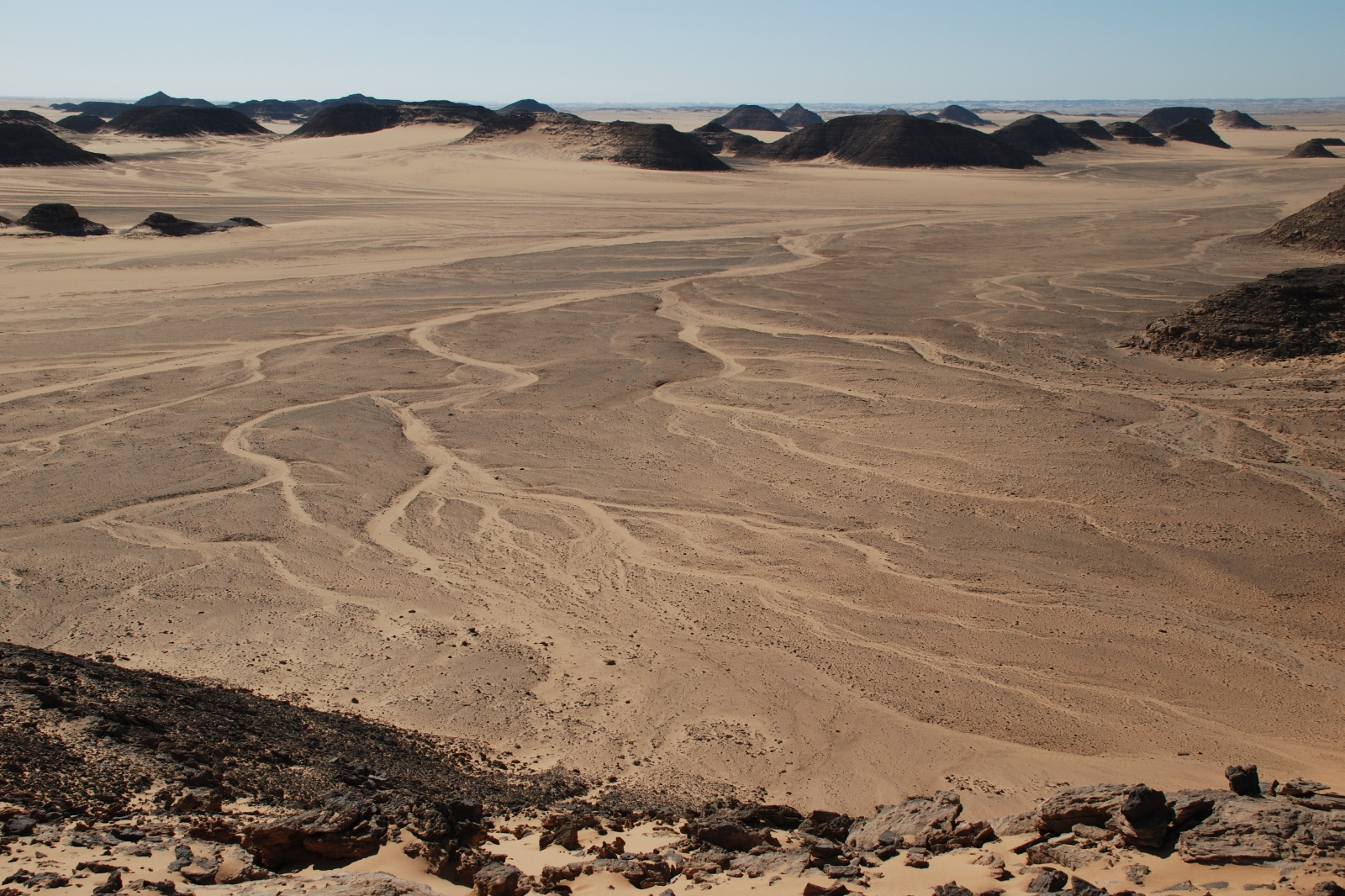
Nubiska öknen

Nubiska öknen är en öken i nordöstra Sudan, mellan Röda havet och Nilen. Den utgörs huvudsakligen om en sandstensplatå, och har en yta av 406 600 km². Meteoroiden 2008 TC3 exploderade över öknen den 7 oktober 2008.